# TiHKAL
TiHKAL (Tryptamines I Have Known And Loved: The Continuation) – książka napisana w 1997 roku przez Alexandra Shulgina i jego żonę Ann Shulgin. Opisuje badania nad substancjami psychoaktywnymi z grupy tryptamin – ich syntezę, dawkowanie i działanie.